# Войнишки партизански батальон „Димитър Благоев“
Войнишки партизански батальон „Димитър Благоев“ е български партизански отряд, създаден от дезертирали български военнослужещи в Югославия по време на комунистическото партизанското движение в България (1941 – 1944).
Създаден е и действа на югославска територия. На 28 юни 1944 г. войници от I рота на 63-та дружина, разположена в Княжевац, начело с командира си преминава към XIV югославска партизанска бригада. На 30 юни в местността „Свръдлишка тепла“ (Североизточна Сърбия) групата се обединява с други български войници, дезертирали по-рано в VI и IX югославска бригада. Наименува се Войнишки партизански батальон „Димитър Благоев“, оперативно подчинен е на ЮНОА. Командир на батальона е Йордан Тенев, политкомисар – д-р Тодор Захарев.
Батальонът действа заедно със сръбски партизани в Свърлигска, Лесковацка и Вранска околия. На 9 септември 1944 г. влиза в Кюстендил, където се присъединява към Българската армия и участва във войната срещу Германия.